# Ravna Zemlja
Koncept Zemlje koja je ravna ploča i nalazi se pri dnu univerzuma je davno odbačena teorija jer je znanost u Europi još u antici čvrsto zauzela stajalište o sferičnom obliku Zemlje: Pitagora u 6. stoljeću prije Krista, a Parmenid u 5. stoljeću prije Krista dokazuju da je Zemlja sferičnog oblika, te se nakon toga u Europi njihove spoznaje nisu dovodile u pitanje. Takvo stajalište o obliku Zemlje je bilo prihvaćeno i kod Arapa i Perzijanaca.
Kasnoantički autor Kozma Indikopleust je jedan od rijetkih predmodernih autora koji smatra Zemlju ravnom pločom. Po njegovoj teoriji, izloženoj u knjizi Kršćanska topografija Zemlja je ravna ploča nadsvočena bačvastim nebeskim svodom.
U Kini se smatralo da je Zemlja ravna sve do 16. stoljeća, kada su kršćanski misionari u tu Zemlju donijeli spoznaje o astronomiji - uključujući one o obliku Zemlje - kakve su postojale na Zapadu.
U 19. stoljeću su neki pisci počeli pisati da su Europljani u srednjem vijeku smatrali da je Zemlja ravna, što se nekritičkim prepisivanjem počelo citirati kao činjenicu. Ta zabluda o stanju europske znanosti u srednjem vijeku naziva se "Mit o ravnoj ploči".